# Christof Sielecki
Christof Sielecki (* 24. Mai 1974) ist ein deutscher Schachspieler aus Dinslaken.

## Leben
Sielecki absolvierte eine Bankausbildung, nachdem er ein Studium abgebrochen hatte. Im Anschluss war er bis 2014 im Controlling einer Geschäftsbank tätig.
Sielecki gewann 1999 in Oberhausen die NRW-Meisterschaft vor Sebastian Siebrecht. Im November 2000 bei der 72. Deutschen Schacheinzelmeisterschaft im Seebad Heringsdorf, die Robert Rabiega gewann, holte er 4,5 Punkte aus 9 Partien.
Christof Sielecki ist als aktiver Spieler vor allem in Mannschaftsmeisterschaften tätig. Die größten Erfolge in Deutschland erzielte er dabei für den SV Mülheim-Nord, mit dem er von der Verbandsliga Ruhrgebiet (1998) bis in die 1. Bundesliga (2004) aufstieg. In der ersten Bundesliga spielte er von 2004 bis 2007 insgesamt 15 Partien und erzielte dabei 3 Siege, 1 Niederlage und 11 Remis. Seit 2008 ist er wieder bei seinem Heimatverein SV Dinslaken aktiv und war an allen drei Aufstiegen beteiligt. Seit 2012 spielt der SV Dinslaken erstmals in der Vereinsgeschichte in der NRW-Klasse. Im Jahre 2011 gewann er mit dem SV Dinslaken den NRW-Mannschaftspokal und nahm mit dem Verein 2012 an den deutschen Mannschaftsblitzmeisterschaften teil.
In der niederländischen Liga spielte Christof Sielecki von 1998 bis 2004 beim Enscheder Verein ESGOO. Seit der Saison 2008/09 spielt er bei der SV Voerendaal, mit der er 2012 die niederländische Mannschaftsmeisterschaft gewann. 2011 hatte er bereits mit seinem Verein am Europapokal in Rogaška Slatina teilgenommen und erzielte dabei das beste Einzelresultat seines Teams. Dieses Ergebnis bedeutete gleichzeitig die Erfüllung einer weiteren Norm und damit die Verleihung des Titels Internationaler Meister, die im Februar 2012 erfolgte. Die beiden übrigen erforderlichen Normen hatte Sielecki bereits im Juli 1997 bei zwei Turnieren in Kecskemét erfüllt.
In der belgischen Liga ist Sielecki seit 1998 aktiv, zunächst beim KSK Eupen 1947, später nach Vereinsfusion beim mehrfachen belgischen Mannschaftsmeister KSK 47 Eynatten, wo er für verschiedene Teams zum Einsatz kommt. 2006 und 2014 wurde er mit Eynatten belgischer Mannschaftsmeister, 2014 nahm er außerdem am European Club Cup teil.
Seit 2011 veröffentlicht Sielecki regelmäßig Videos über Schach bei YouTube, hauptsächlich in englischer Sprache. Für den Internet Chess Club (ICC) produziert er eine regelmäßige Videoreihe in deutscher Sprache (Der Eröffnungskompass). Seit 2014 ist er hauptberuflich Schachspieler und Autor.
Christof Sieleckis Elo-Zahl beträgt 2429 (Stand Juli 2022), seine höchste Elo-Zahl von 2451 erreichte er im Dezember 2014 und erneut im März 2015.

## Werke
- Christof Sielecki: Nimzo and Bogo Indian - Opening Repertoire, Everyman Chess, London, 2015, ISBN 978-1781941096
- Christof Sielecki: Keep it Simple 1.e4, New in Chess, Alkmaar, 2018, ISBN 978-90-5691-805-7
- Christof Sielecki: Keep it Simple 1.d4, New in Chess, Alkmaar, 2019, ISBN 978-90-5691-867-5